# Rutilio Grande
Rutilio Grande García S.J. (El Paisnal, 5 de julio de 1928-Aguilares, 12 de marzo de 1977) fue un sacerdote católico jesuita salvadoreño. 
Fue asesinado en 1977, junto con otros dos salvadoreños, hecho que impulsó al obispo del país, Óscar Arnulfo Romero -de quien fue amigo personal- a insistir al gobierno que investigara el crimen. Tras ser beatificado, su conmemoración en el santoral es el 22 de enero.

## Biografía

### Inicios

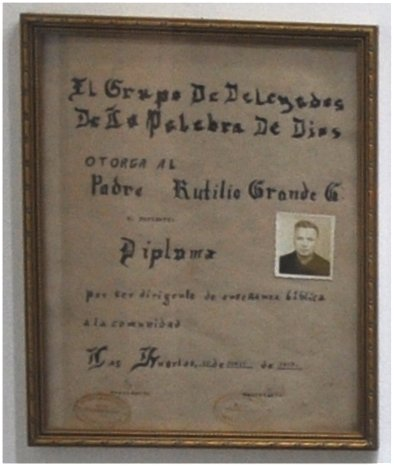
Diploma Delegados de la palabra a Rutilio Grande.

Grande nació en El Paisnal, El Salvador. Fue el hijo último de Salvador Grande (hombre de importancia económica y política y alcalde de El Paisnal durante varios años y diferentes períodos) y de Cristina García, quien murió cuando Rutilio tenía cuatro años; lo cual hizo que pasara al cuidado de su abuela, quien, en palabras de Rutilio, fue una mujer religiosa y a quien el mismo Rutilio atribuyó la responsabilidad de su espíritu y vocación.
En su juventud fue reclutado al sacerdocio por el arzobispo Luis Chávez y González, ingresando al seminario a mediados de enero de 1941. Fue formador en el seminario de San José de la Montaña de San Salvador y rector del Externado de San José. En 1967 comenzó su amistad con Óscar Romero, sacerdote diocesano que llegaría a ser arzobispo y una importante figura en el país durante el conflicto armado. Mantuvieron esta amistad a través de los años, y en junio de 1970 Grande sirvió como maestro de ceremonias en la ordenación de Romero como obispo auxiliar de San Salvador.

Beato Rutilio Grande y su amigo San Oscar Romero

El 24 de septiembre de 1972, el padre Grande se convirtió en párroco de Aguilares, la misma parroquia donde él había pasado su niñez y juventud. Allí fue uno de los jesuitas responsables de establecer las Comunidades Eclesiales de Base (CEB) y de entrenar a los líderes, llamados "Delegados de la Palabra". Este movimiento de organización campesina encontró oposición entre los terratenientes, que lo veían como una amenaza a su poder, y también entre sacerdotes conservadores quienes temían que la Iglesia católica llegara a ser controlada por fuerzas políticas izquierdistas.
Grande también desafió al gobierno por su respuesta a acciones que le parecieron destinadas para perseguir a los sacerdotes salvadoreños hasta silenciarlos. El sacerdote colombiano Mario Bernal Londoño, que servía en El Salvador, había sido secuestrado el 28 de enero de 1977 frente al templo de Apopa cerca de San Salvador — supuestamente por elementos guerrilleros — junto con un miembro de la parroquia, que pudo salir con vida. Posteriormente el padre Bernal fue expulsado del país por el gobierno. El 13 de febrero de 1977, Grande predicó un sermón que llegó a ser llamado su «sermón de Apopa», denunciando la expulsión del padre Bernal por el gobierno (denuncia que la misma OEA indicó que pudiera haber provocado su asesinato):

Queridos hermanos y amigos, me doy perfecta cuenta que muy pronto la Biblia y el Evangelio no podrán cruzar las fronteras. Solo nos llegarán las cubiertas, ya que todas las páginas son subversivas—contra el pecado, se entiende. De manera que si Jesús cruza la frontera cerca de Chalatenango, no lo dejarán entrar. Le acusarían al Hombre-Dios, al prototipo del hombre, de agitador, de forastero judío, que confunde al pueblo con ideas exóticas y foráneas, ideas contra la democracia, esto es, contra las minoría. Ideas contra Dios, porque es un clan de Caínes. Hermanos, no hay duda que lo volverían a crucificar. Y lo han proclamado.

### Muerte

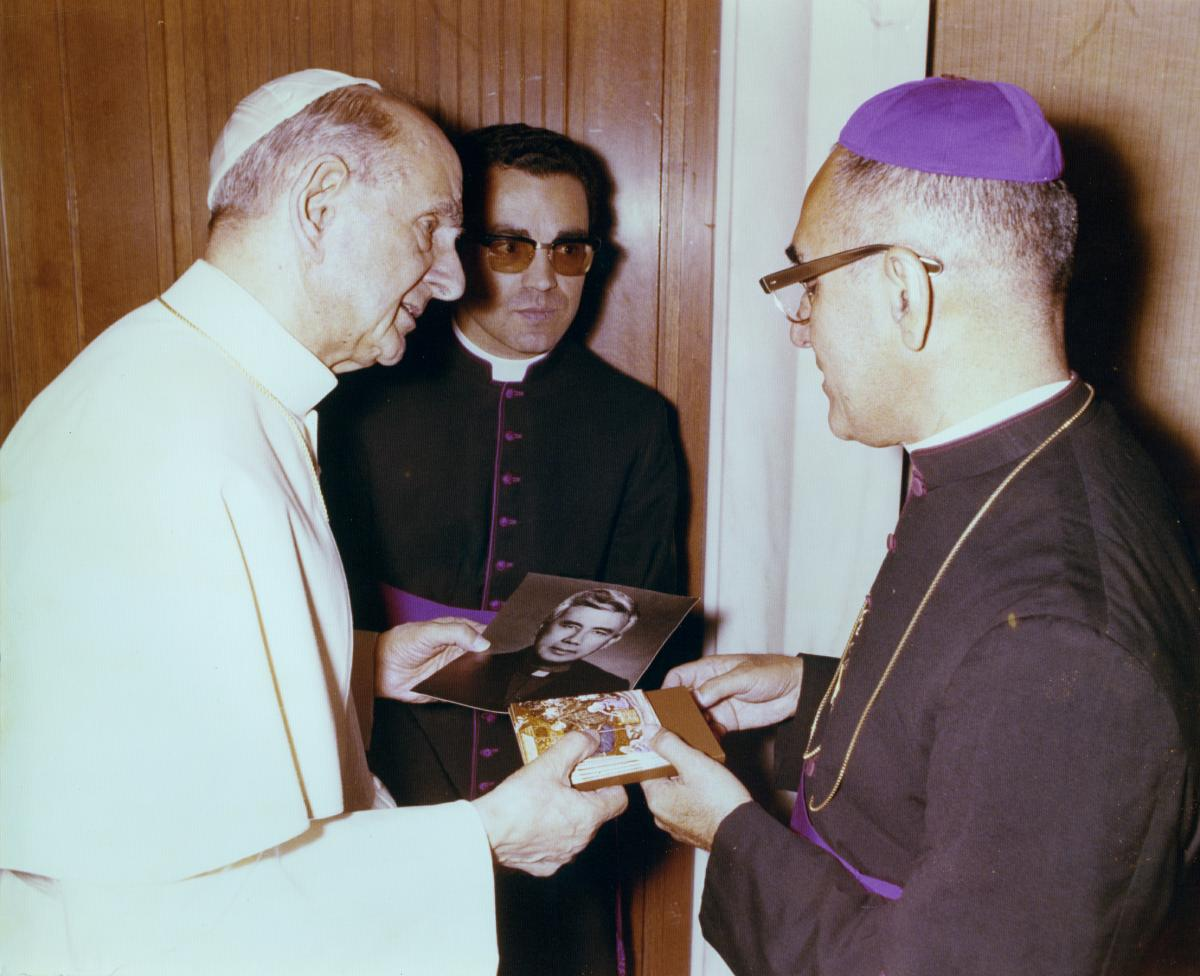
Monseñor Romero junto al papa Pablo VI, seis semanas antes de la muerte del sumo pontífice. El arzobispo de San Salvador le entrega una foto de Rutilio Grande, asesinado un año antes.

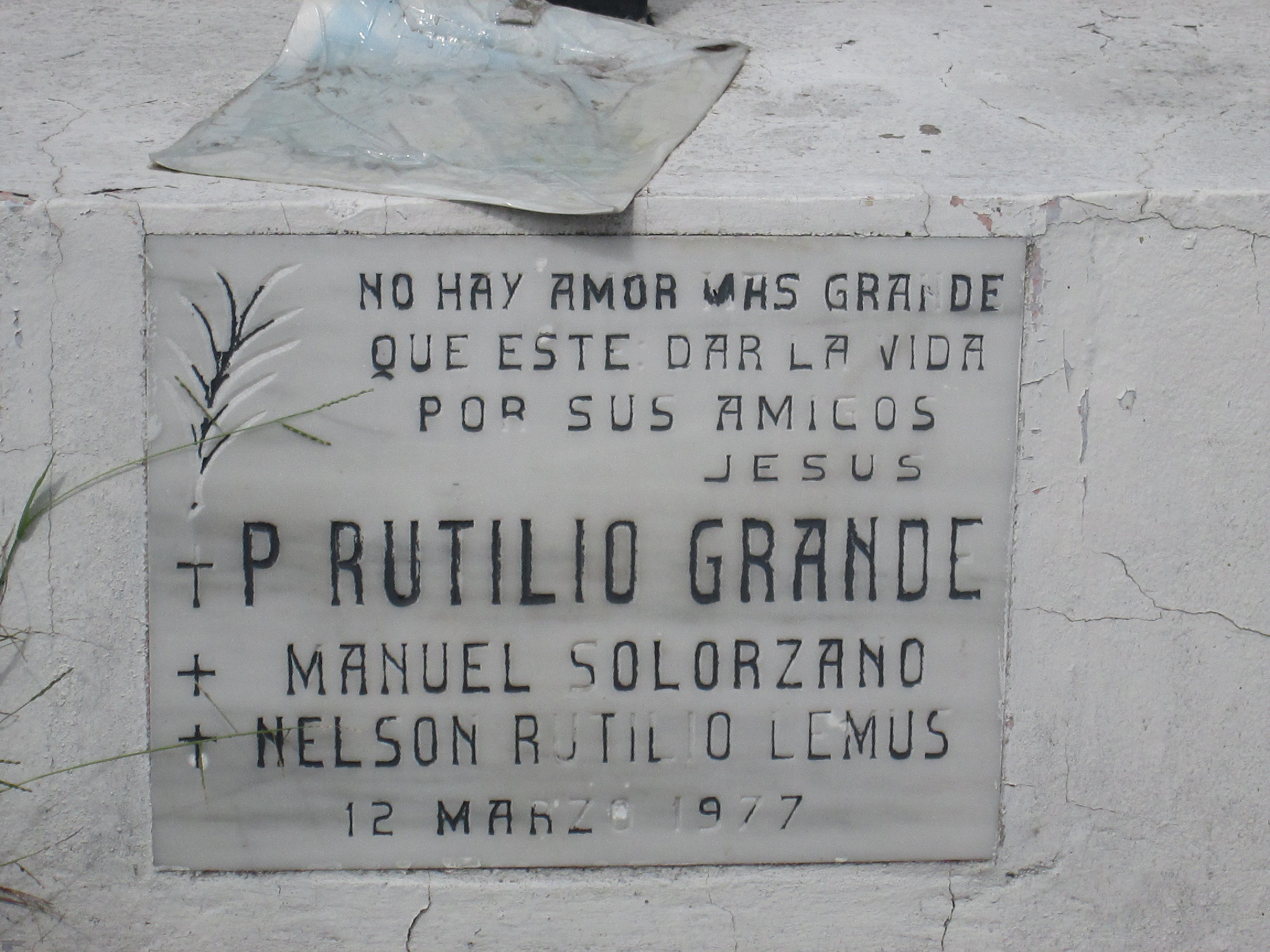
Placa conmemorativa en el lugar del asesinato. El epitafio cita las palabras de Jesús en Juan 13:15 y se traduce como "Mayor amor que este nadie tiene, que un hombre da su vida por sus amigos.”

El 12 de marzo de 1977, el padre Grande — acompañado por Manuel Solorzano, de 72 años, y Nelson Rutilio Lemus, de 16 — manejaba el jeep otorgado por el arzobispado sobre la carretera que comunica el Municipio de Aguilares con el Municipio de El Paisnal, ya que partía de aquella parroquia para celebrar la misa vespertina de la novena de san José, cuando los tres quedaron emboscados y murieron ametrallados por los llamados escuadrones de la muerte. Los tres fueron sepultados delante del altar del Templo de San José, lugar al que se dirigían cuando fueron interceptados.
Al saber de los asesinatos, monseñor Óscar Romero fue al templo donde reposaban los tres cuerpos y celebró la misa. En la mañana del día siguiente, después de reunirse con los sacerdotes y consejeros, Romero anunció que no asistiría a ninguna ocasión gubernamental ni a ninguna junta con el presidente — siendo ambas actividades tradicionales del puesto — hasta que la muerte se investigara. Ya que nunca se condujo ninguna investigación nacional, resultó que Romero no asistió a ninguna ceremonia de Estado, en absoluto, durante sus tres años como arzobispo.
El domingo siguiente, para protestar por los asesinatos de Grande y sus compañeros, el recién instalado monseñor Romero canceló las misas en toda la arquidiócesis, para sustituirlas por una sola misa en la catedral de San Salvador. Oficiales de la iglesia criticaron la decisión, pero más de 150 sacerdotes concelebraron la misa y más de 100.000 personas acudieron a la catedral para escuchar el discurso de Romero, quien pidió el fin de la violencia.

## Proceso de canonización

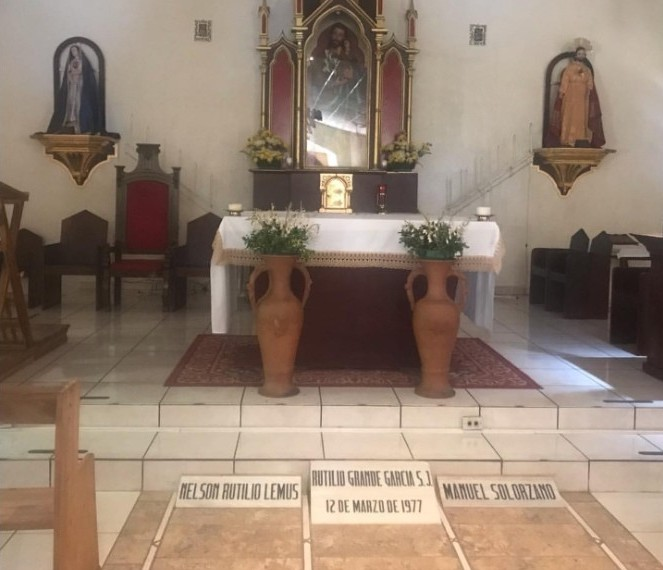
Tumba del padre Rutilio Grande

### Apertura de su causa
En marzo de 2015, el arzobispo de San Salvador, José Luis Escobar Alas, anunció que se abriría una investigación sobre la vida del padre Rutilio Grande en aras de formar una causa de beatificación. Rutilio Grande corresponde así al tercer proceso de beatificación abierto por la arquidiócesis de San Salvador, junto al de Óscar Arnulfo Romero, y al de la religiosa Clara Quirós.

### Beatificación
El 21 de febrero de 2020, el Papa Francisco, autorizó a la Congregación para las Causas de los Santos a promulgar el decreto del martirio del sacerdote jesuita Rutilio Grande y de sus dos compañeros laicos, Manuel Solórzano y Nelson Rutilio Lemus.
La beatificación tuvo lugar el 22 de enero de 2022 en la Plaza Salvador del Mundo, a cargo del cardenal Rosa Chávez, junto con la de Cosme Spessotto, Manuel Solórzano y Nelson Rutilio Lemus, quien llamó a los salvadoreños a “recuperar la memoria” y “recuperar espíritu de los Acuerdos de Paz.

## Homenajes

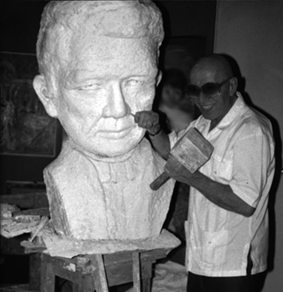
Escultura al padre Rutilio Grande por el pintor y escultor español Pedro Gross. El monumento fue dinamitado en 1977 por los escuadrones de la muerte.

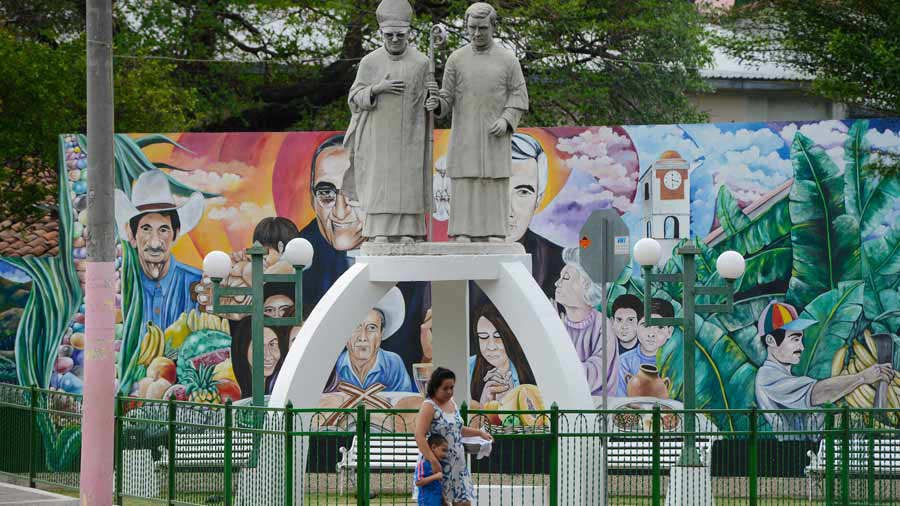
Monumento de Rutilio Grande con san romero en El Paisnal

La biografía cinematográfica Romero ilustra la amistad entre Romero y Grande, las obras comunitarias y el activismo del padre, y su asesinato. En la película, la muerte de Grande sirve para provocar en Romero un cambio hacia un papel activista en la Iglesia y en la nación. Esta perspectiva de la conexión entre los dos sucesos es apoyada por varias biografías de Romero.

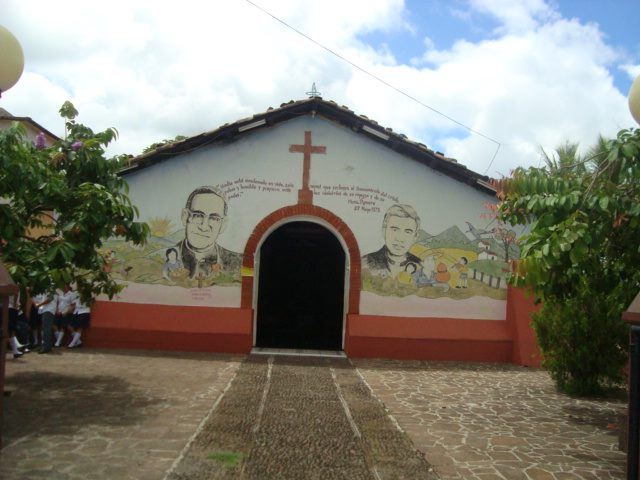
San Luis de la Reina, San Migue Mural del padre Rutilio Grande y San Oscar Romero

- La Comunidad Rutilio Grande se fundó el 15 de marzo de 1991, por un grupo de ex-refugiados salvadoreños recién regresados de 11 años de exilio en Nicaragua. Entre los proyectos diversos del grupo está Batucada nueva era Rutilio Grande y  "Radio Juvenil Rutilio Grande," una radio emisora que destaca jóvenes locales como presentadores de noticias y anuncios comunitarios.[18] La comunidad colabora también con una congregación luterana estadounidense para brindar educación de secundaria a los niños locales.[19] Además la comunidad mantiene un programa de "ciudades hermanas" con la ciudad de Davis, California, desde 1996.[20]
- En 1977, después del asesinato del padre Rutilio Grande, se quiso hacer homenaje a su obra y vida, se convocaron a todos los artistas del país para ello. Ante el silencio y miedo a las represalias hacia los artistas; el pintor y escultor español Pedro Gross hizo el monumento al Padre Rutilio. Días después de su inauguración, el busto fue dinamitado por los escuadrones de la muerte, el artista sufrió amenazas y un atentado sin consecuencias, él y su familia salieron del país hacia los Estados Unidos y Colombia.

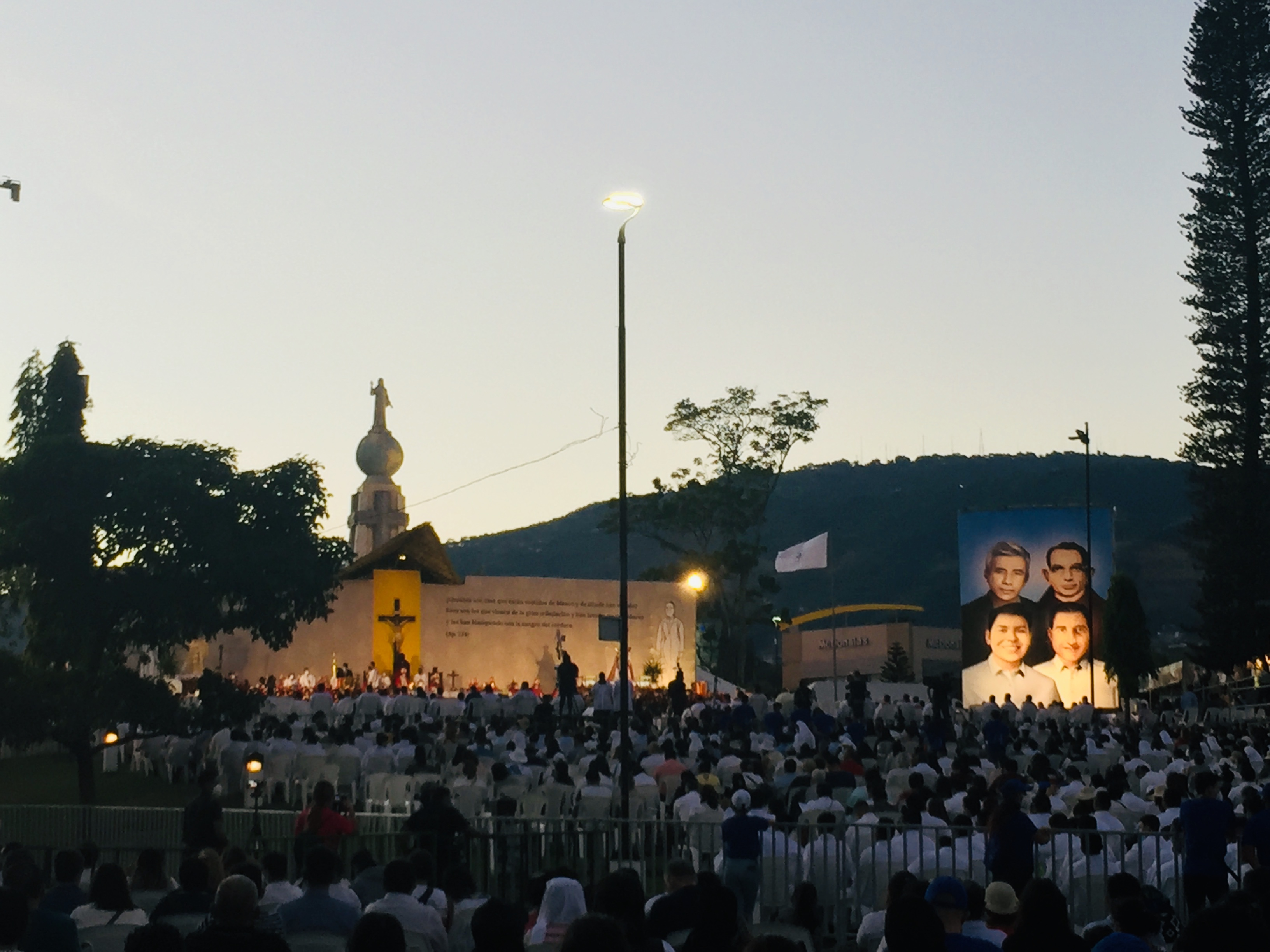
Misa de beatificación de Rutilio Grande, Manuel Solórzano, Nelson Rutilio Lemus y fray Cosme Spessotto.